# Ashtabula sexguttata
Ashtabula sexguttata là một loài nhện trong họ Salticidae.
Loài này thuộc chi Ashtabula. Ashtabula sexguttata được Eugène Simon miêu tả năm 1901.